# Сулейман, Омар
Ома́р Сулейма́н (араб. عمر سليمان‎; 28 апреля 1936, Кена — 19 июля 2012, Кливленд) — египетский политический и военный деятель, вице-президент Египта с 29 января по 11 февраля 2011 года, руководитель Службы общей разведки (араб. المخابرات‎ — аль-Мухабарат) с 1993 года. Генерал-лейтенант.

## Биография

### Армия и спецслужбы
В 1954 году поступил в Военную академию Египта. Некоторое время обучался также в Военной академии имени М. В. Фрунзе. Участвовал в гражданской войне в Северном Йемене (1962-70), Шестидневной войне (1967) и Войне Судного дня (1973). В середине 1980-х окончил университет Айн-Шамс и Каирский университет.
В 1991—1993 возглавлял военную разведку Египта, в 1993—2011 — Службу общей разведки. В 1995 году на Хосни Мубарака и Сулеймана было совершено покушение в Аддис-Абебе. В начале 2000-х стал появляться на публике благодаря своему посредничеству в переговорах в израильско-палестинском конфликте.

### Вице-президент
29 января 2011 года на фоне массовых волнений в Египте Сулейман был назначен вице-президентом страны. До этого на протяжении почти 30 лет пост вице-президента оставался вакантным. Сулеймана называют одним из возможных преемников Мубарака. По информации египетской газеты «Аш-Шурук», 31 января Сулейман представил план выхода из кризиса, одним из пунктов которого является отставка Хосни Мубарака с поста президента. Также известно о переговорах, которые ведёт Сулейман с оппозиционными партиями, хотя 2 февраля Сулейман заявил, что диалог с оппозицией сможет начаться лишь после прекращения акций протеста. По данным BBC, Сулейман также вёл переговоры с Джо Байденом и Хиллари Клинтон о путях перехода к демократической власти. Считается, что власти США хотят видеть Сулеймана в качестве премьер-министра Египта, а 3 февраля Сулейман не исключил своего участия в президентских выборах (вскоре, однако, появились сообщения, опровергающие возможность его участия в выборах). В ночь с 4 на 5 февраля телеканал Fox News сообщил о покушении на Сулеймана.
10 февраля Хосни Мубарак передал Сулейману часть президентских полномочий. Ранее тем же днём поступали сообщения о том, что Мубарак должен был объявить о своей отставке в пользу Сулеймана, но этому помешала армия. 11 февраля Мубарак объявил о своей отставке в пользу Высшего совета Вооружённых сил, формально вице-президент должен был сохранить свой пост, однако, по данным Государственной информационной службы Египта, он перестал быть вице-президентом. В то же время СМИ передали заявление премьер-министра Ахмеда Шафика о том, что Сулейман пока сохраняет пост вице-президента, а временные военные власти определят его роль, как вице-президента в египетской политике. Между тем, Сулейман был включён в состав временно возглавившего страну Высшего военного совета.

### Президентские выборы 2012
После отставки Сулеймана в прессе неоднократно сообщалось о том, что он собирался выступить кандидатом на выборах нового президента. Хотя сам экс-глава египетской разведки несколько раз опровергал эти утверждения, весной 2012 года, по некоторым данным, в поддержку его кандидатуры были собраны около 70 тысяч подписей. Тем не менее Сулейман не смог стать кандидатом на выборах. 12 апреля 2012 года новый состав парламента Египта, в котором большинство составляли исламисты, принял законопроект, согласно которому сотрудникам администрации Мубарака запрещено было баллотироваться на президентских выборах, а 24 апреля соответствующий закон утвердил Верховный совет вооруженных сил. В эти же дни специальная комиссия, готовившая президентские выборы, отказала Сулейману в регистрации и на основании того, что в его поддержку были представлены на 31 подпись меньше, чем требовалось (всего по закону полагалось представить 30 тысяч подписей). По мнению экспертов, президентская кампания Сулеймана началась с согласия египетских властей, но позже они были вынуждены воспрепятствовать ему в связи с крайне негативной общественной реакцией на его выдвижение.

### Смерть
19 июля 2012 года Сулейман скончался в США, где проходил медицинское обследование.